# LittleBigPlanet
Hra LittleBigPlanet je projektem Marka Healeyho, tvůrce hry Rag Doll Kung Fu. Hru vytváří ve svém novém studiu Media Molecule exkluzivně pro herní konzoli PlayStation 3. Hra byla poprvé ohlášena na Game Developers Conference v San Francisku v roce 2007. Existuje také její verze na Hand-held PlayStation Portable . V roce 2010 bylo také oznámeno její pokračování nesoucí jméno LittleBigPlanet 2 .

## Hratelnost
LittleBigPlanet představuje mix plošinovky a budovatelské hry. Hráči dostávají do rukou tvůrčí nástroje s jejichž pomocí lze za běhu měnit herní úrovně, a to dokonce ve spolupráci s ostatními hráči. Jejich avatarem v herním světě je malá postavička zvaná Sackboy, která dokáže uchopovat předměty nebo jiné postavičky. Svého avatara můžete upravit k obrazu svému, jeho zevnějšek i obličej.

### Herní systém
V jednotlivých úrovních se mohou nacházet nepřátelé a také speciální objekty, které lze sbírat, a tak si zvyšovat skóre. Vytvořené úrovně, nebo i jen části úrovní (předměty, objekty, textury) lze sdílet s ostatními hráči skrze online službu herní konzole PlayStation 3. Cílem vývojářů je vytvořit velkou komunitu hráčů, kteří sobě pro radost i pro radost ostatních hráčů budou vytvářet nové zajímavé úrovně a předměty, které pak například budou moci další hráči využít při tvorbě vlastních úrovní.

## Články o LittleBigPlanet
O hře LittleBigPlanet si můžete přečíst na českých herních serverech:
- Recenze hry LittleBigPlanet Vita[nedostupný zdroj] na Vytukej.cz
- Recenze hry LittleBigPlanet Karting na Vytukej.cz
- Hrej.cz Archivováno 14. 1. 2008 na Wayback Machine. – Preview LittleBigPlanet na Hrej.cz
- BonusWeb – Další preview, BonusWeb